# Stator beali
Stator beali är en skalbaggsart som beskrevs av Johnson 1963. Stator beali ingår i släktet Stator och familjen bladbaggar. Inga underarter finns listade i Catalogue of Life.